# Giedrė Paugaitė
Giedrė Paugaitė, coniugata Labuckienė (Mažeikiai, 15 luglio 1990), è una cestista lituana.
È sposata dal 2017 con il connazionale cestista Arnas Labuckas.

## Carriera
Con la Lituania ha disputato tre edizioni dei Campionati europei (2009, 2011, 2013).